# Museo Etnográfico Regional de Plovdiv
El Museo Etnográfico Regional de Plovdiv es un museo de etnografía situado en Plovdiv, Bulgaria. Su sede desde 1938 está ubicada en la casa del mercader Argir Kuyumdzhioglu, construida en 1847 en el centro histórico de la ciudad. El museo alberga seis exposiciones, cada una ubicada en una sala distinta.

## Historia
A pesar de que había planes de fundar un museo de etnografía en Plovdiv desde 1891, no fue hasta 1917 cuando el Museo Regional fue establecido gracias a los esfuerzos de Stoyu Shishkov, un periodista y erudito local. Shishkov fue el primer secretario del museo y su único empleado. En 1931-32, la colección de 500 artefactos fue transferida a la Biblioteca y Museo Nacional de Plovdiv. En 1938, el museo volvió a renacer como la Casa del Museo Municipal gracias al alcalde de Plovdiv, Bozhidar Zdravkov, y desde entonces, su sede se encuentra en la Casa Kuyumdzhioglu. El museo fue reinaugurado oficialmente el 14 de octubre de 1943; seis años más tarde, la Casa del Museo Municipal fue renombrada como Museo Etnográfico de la Gente. Se creó una exposición permanente en 1952, que fue revisada sustancialmente en 1962.
Actualmente, el Museo Etnográfico Regional de Plovdiv alberga una colección de más de 40.000 artefactos pertenecientes a disciplinas como agricultura, artesanía, telas, vestimenta, mobiliario, instrumentos musicales, artefactos religiosos y obras de arte. Además, el museo presume de un archivo erudito, una biblioteca y un archivo fotográfico.

## Edificio
La Casa Kuyumdzhioglu, la sede del museo, fue construida en 1847 por el mercader Argir Hristov Kuyumdzhioglu, oriundo de Plovdiv. Fue un prominente comerciante que poseía una compañía en Viena. La casa fue construida por Hadzhi Georgi, proveniente del pueblo de Kosovo en las montañas Ródope, y fue descrita como el primer ejemplo de la arquitectura barroca de Plovdiv de mediados del siglo XIX. La casa tiene una fachada simétrica, aunque alberga dos plantas en su lado occidental y cuatro plantas en su lado oriental, aprovechando el desnivel natural. La Casa de Kuyumdzhioglu se encuentra muy cerca de la puerta oriental del centro histórico de Plovdiv, la puerta de la Fortaleza, y tiene unas dimensiones de 570 metros cuadrados repartidos en doce salas y espaciosas galerías. Su decoración interior y exterior presenta sofisticados motivos florales. El techo de cada habitación está realizado en madera y alberga un patio interior con jardín.
Tras la Liberación de Bulgaria del yugo otomano en 1878, Argir Kuyumdzhioglu abandonó Plovdiv para asentarse en Viena. Desde 1898 a 1902, la casa fue utilizada como hospedaje femenino. Más tarde, fue utilizada como sombrerería por Garabet Karagyozyan, como almacén de harina y fábrica de vinagre. En 1930 fue adquirida por el mercader de tabaco búlgaro Antonio Colaro, quien intentó demoler la casa y construir un almacén de tabaco, aunque estos planes fueron frustrados por el Ayuntamiento de Plovdiv, quien adquirió la vivienda en 1938 y la restauró para establecer el museo.